# Horst Ihling
Horst Ihling (* Juli 1932 in Eisenach; † 3. September 2021) war ein deutscher Ingenieur und Sachbuchautor.

## Leben
Im elterlichen Betrieb in Bad Salzungen kam Ihling schon früh mit unterschiedlichsten Kraftfahrzeugen in Berührung, seine schulische Ausbildung endete 1951 mit dem Ablegen des Abiturs, danach begann er eine Schlosserlehre im Automobilwerk Eisenach. Als einer der Jahrgangsbesten erhielt er 1954 eine Delegierung zum Hochschulstudium, das er 1959 als Diplom-Ingenieur abschloss. Im Automobilwerk Eisenach war er zunächst in der Hauptabteilung Technologie eingesetzt und wurde 1961 wissenschaftlicher Mitarbeiter des Direktors für Technik. Zu seinen Aufgaben gehörten zahlreiche Projekte zur Vorbereitung des PKW Wartburg 353. Nach dem Serienstart dieses Wagentyps übernahm er 1968 die Leitung der Eisenacher Rallyesportabteilung und war seit 1977 Leiter der Abteilung Öffentlichkeitsarbeit und Internationale Zusammenarbeit. In dieser Funktion war er Reisekader und
berichtete regelmäßig von allen Rallye- und Sportveranstaltungen im In- und Ausland, an denen Vertreter der BSG Motor Eisenach sowie der Eisenacher Motorsportler teilnahmen. Noch während seiner beruflichen Laufbahn schrieb er für den VEB Verlag Technik ab 1963 erste Sachbücher zum Thema Automobilbau und speziell zu den Erzeugnissen des Automobilwerkes Eisenach, dem Wartburg und seiner Vorgänger, die in mehr als zwanzig Auflagen und sieben Sprachen veröffentlicht wurden. Ihling veröffentlichte als Redakteur der DDR-Zeitschrift Kraftfahrzeugtechnik, nach 1989 auch in Automobilzeitschriften und Magazinen der Bundesrepublik zahlreiche Artikel zum Eisenacher Fahrzeugbau. Nach seiner Pensionierung im Jahr 1991, die zeitgleich mit der Schließung des Eisenacher Automobilwerkes erfolgte, widmete sich Ihling ganz der Erforschung der Rennsportgeschichte und des Eisenacher Automobilbaues. Neben dem Schreiben von Fachbüchern trat Ihling auch als Initiator und Förderer des Eisenacher Automobilbaumuseums auf.
Ihlings Enkel Christoph Ihling ist seit 2024 Oberbürgermeister von Eisenach.

## Werke (Auswahl)
- Ich fahre einen Wartburg, Transpress-Verlag
- Wartburg, wie helfe ich mir selbst, VEB Verlag Technik
- Wie helfe ich mir selbst? – Skoda 105/120, VEB Verlag Technik
- Ratgeber Wartburg, Transpress-Verlag (1988)
- Autos aus Eisenach, Motorbuch-Verlag Stuttgart, 1998
- Wartburg 311 – 312, Verlag Schrader, 1999
- Wartburg-Automobile, Verlag Schrader, 2000
- Autoland Thüringen, Verlag Schrader, 2002
- Autobau in Eisenach, Verlag Sutton, 2003
- 50 Jahre Rallye Wartburg, Verlag Sutton, 2005
- Opel in Eisenach, Verlag Sutton, 2006
- Autorennsport in der DDR, Verlag Bild und Heimat, 2006
- Benzin im Blut, Verlag Sutton, 2010
- DDR-Legende Wartburg, Schneider Text, 2010
- Historische BMW-Gespanne, Schneider Media, 2012
- Geheimentwicklungen und andere Eisenacher Automobilgeschichten, HB-Werbung und Verlag GmbH & Co. KG, 2016
- Im Zeichen der Burg, Verlag Nestler, 2017
- Legendäre Rallyes – Die DDR-Tourenwagenmeisterschaft, HB-Werbung und Verlag GmbH & Co.KG., 2018
- Eisenacher Kraftfahrzeuge der Nachkriegsproduktion, Ideenteufel-Verlag, 2019